# Semon von Hagara Maryam
Semon von Hāgara Maryām war ein äthiopischer Fürst (Ras) und Kirchenerbauer unter  Kaiser Lebna Dengel (1508–1540).
Sem‘on (nach dem Propheten Simeon) war ein Sohn des Nagada Iyyasus, Vorstehers ('āqāba s'āt) von Dabra Hāyq Estifanos, und Bruder des Śarza Yosef, Königs von Walaqā. Er erbaute mehrere Kirchen, namentlich Hāgara Maryām, eine aufwendige und reich ausgestattete Marienkirche in Amharaland.
Als Schriftsteller hinterließ er neben einer in den Kartagen zu verlesenden Homilie gegen Judas und die Juden die Maṣḥāfa Mezgānā genannte Geschichte der Erbauung von Hāgara Maryām sowie mit dieser verbundene Berichte über Marienwunder, darunter die Wiedererlangung gestohlener kostbarer Stiftungen Sem‘ons, nämlich einer viergeteilten Bildtafel (von einem Europäer gemalt) und eines reich illuminierten Psalters. In das  Maṣḥāfa Mezgānā eingelegt findet sich die liturgische Ordnung von Hāgara Maryām für Sem‛ons Namenstag, das höchstfeierlich begangene Fest der Darstellung des Herrn, zu dem eigens Dabtaras aus kaiserlichen Kirchen geladen wurden.